# Claude Quillateau
Claude Quillateau, né le 24 avril 1929 à Rabat (Maroc) et mort le 18 janvier 2018 à Marmande (Lot-et-Garonne), est un résistant, militaire, sculpteur et poète français.

## Biographie
Très engagé dans la vie associative, il participe à de nombreuses associations françaises :
- association nationale des collaborateurs de ministres et parlementaires[2]
- association des officiers de carrière en retraite[2]
- association Croix de guerre et Valeur militaire[2]
- association des anciens combattants des services de renseignements (Fondation de la France libre)[2]
- association des anciens combattants franco-polonais[2]
- Association nationale des anciens combattants de la Résistance[2]
- association des écrivains combattants[2].

Il est membre à vie du Salon national de l'Armée. 
Il est également membre de nombreuses associations étrangères :
- Académie royale de jurisprudence et de législation d'Espagne[2]
- Honorary attorney general du department of justice de l'état de Louisiane aux États-Unis[2]
- Grande médaille et Citation for Meritorious Services de l'American Legion[2]
- Centro de estudios historicos militares del Perù[2].

## Distinctions
- Chevalier de la Légion d'honneur[3]. (1985)[2]
- Commandeur de l'Ordre national du Mérite[3] (2010)[2]
- Médaille militaire[3] (1964)[2]
- Croix de la Valeur militaire (1961)[2]
- Croix du combattant volontaire avec agrafe « Indochine »[3],[2]
- Ordre du Million d'Éléphants et du Parasol blanc à titre civil (1955)[2]
- Chevalier du Mérite social (1961)[2]
- Chevalier du Mérite agricole (1976)[2]
- Croix du Mérite avec glaives d'argent[2]
- Médaille de la Résistance polonaise en France[2]
- Titulaire de la Médaille d'or du Rayonnement culturel[3]
- Titulaire de la Médaille de la Renaissance française[3],[2]
- Titulaire de la Médaille d'argent de la ville de Bordeaux[2]
- Titulaire de la Médaille de vermeil de la ville de Paris[2]
- Lauréat de l'Institut et de l'Académie française[4]
- Président de la délégation de La Renaissance française en Lot-et-Garonne, jusqu'en 2013, puis Président honoraire après cette date[3],[2].

## Œuvres
- Claude Quillateau, Poèmes apodes, Le Borée, 1954, 32 p.[4],[2].
- Claude Quillateau et Gil Toro (dessins), L'Amour majeur, Paris, J. Grassin, 1960, 40 p.[4]

- Prix François-Coppée de l’Académie française (1961),.
- Claude Quillateau et Gil Torro (illustrations), Flaques de sel, Paris, J. Grassin, 1961, 36 p.[4],[2].
- Claude Quillateau, Olga Papastamou et Gaston Henri Aufrère (traducteur), Le Sang des étoiles, Athènes, 1963, 47 p.[4].
- René Galichet et Claude Quillateau (illustrations), Les voix de l'Olympe : poèmes, La Ravoire, Gap, 1991, 83 p. (ISBN 2-7417-0000-1)[4],[2].
- René Galichet et Claude Quillateau (dessins), La journée merveilleuse, Saint-Ouen-en-Brie, La Lucarne ovale, 1998, 80 p. (ISBN 2-909082-72-5)[4],[2].
- Claude Quillateau, Le général Antoine Zdrojewski : un Polonais au service de la France, Bergerac, Les Collectionneurs bergeracois, 2004, 96 p. (ISBN 2-915589-01-1)[4],[2].
- Claude Quillateau et Bernard Binlin Dadié, Bernard Binlin Dadié, l'homme et l'œuvre, Présence africaine, 1967, 173 p. (lire en ligne)[2].